# Ruppiner Wasserstraße
Die Ruppiner Wasserstraße beziehungsweise die Wasserstraße Ruppiner Gewässer ist eine Landeswasserstraße. Sie beginnt am östlichen Ende des Vielitzsees und endet beim Übergang in den Ruppiner Kanal am Ende des Kremmener Sees.

## Landesgewässer
Die Ruppiner Gewässer sind Teile der schiffbaren Landesgewässer. Unterhaltungspflichtig ist das Landesumweltamt Brandenburg (LUA). Betreut wird der Gewässerabschnitt durch die Nebenstelle Neuruppin des Landesumweltamtes. Auf den schiffbaren Landesgewässern gilt für die Schifffahrt die Landesschifffahrtsverordnung (LSchiffV) vom 25. April 2005 (GVBl. Teil II Nr. 10 S. 166). Zuständig ist die obere Verkehrsbehörde im Landesamt für Bauen und Verkehr (LBV). Grundlage ist in der Regel das jeweilige Landeswassergesetz. Ergänzend gilt für die Schifffahrt die Landesschifffahrtsverordnung (LSchiffV).

## Verlauf
Die Länge der Wasserstraße beträgt 56,29 Kilometer. Der Rhin durchfließt diese Gewässer und die dazugehörigen Seen. Vom Vielitzsee gelangt man über den ca. einen Kilometer langen Vielitzkanal in den Gudelacksee. Der Vielitzkanal wurde im 19. Jahrhundert kanalartig erweitert, um einige am Vielitzsee gelegene Ziegeleien mit den Ruppiner Gewässern zu verbinden. Dem Gudelacksee schließt sich der Möllensee an. Weitere Seen in den Ruppiner Gewässern sind der Zermützelsee, der Tetzensee, der Molchowsee und der Ruppiner See. Es folgen der Bützsee und der Kremmener See.

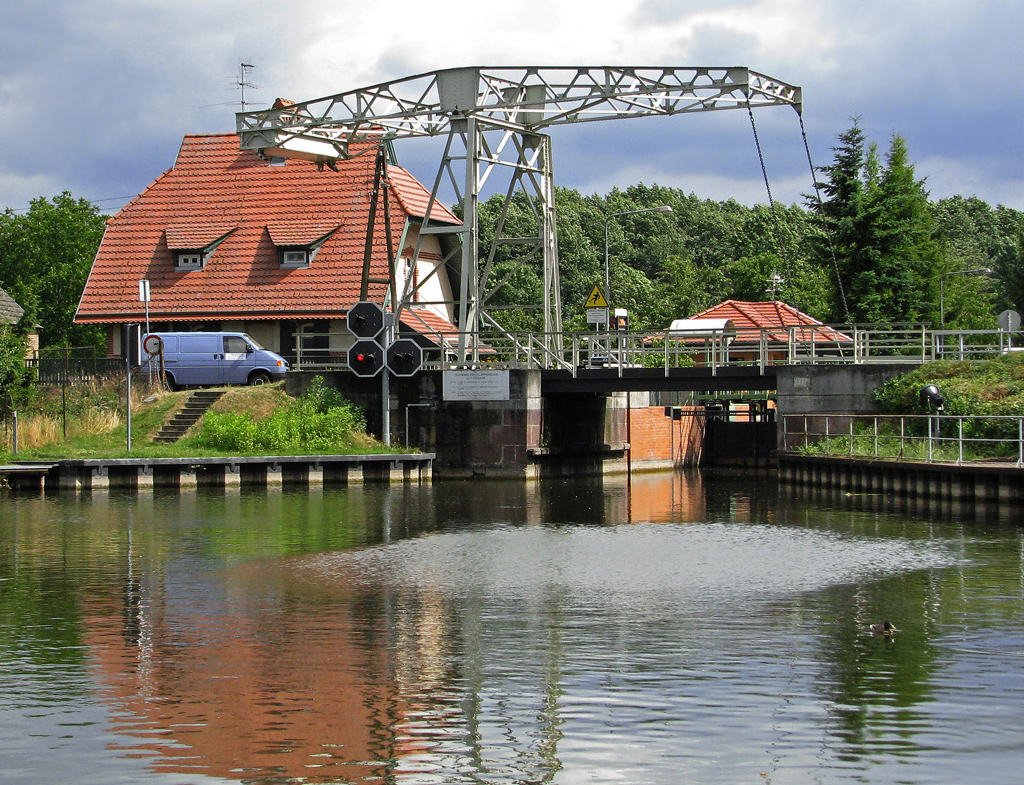
Schleuse Altfriesack

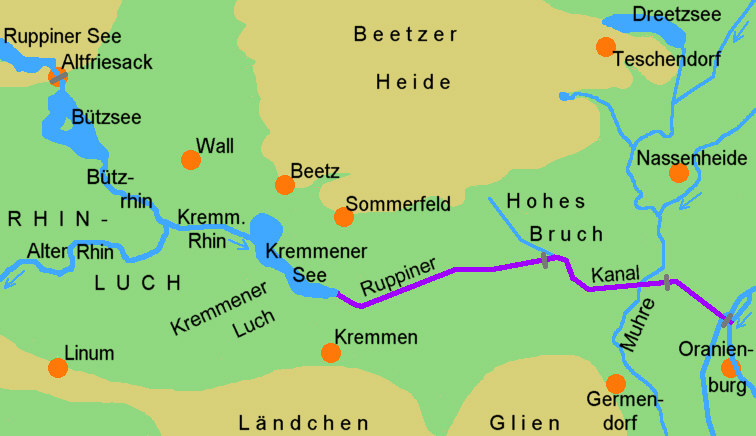
Ruppiner Wasserstraße mit Ruppiner Kanal und Seenstrecke bis Altfriesack

## Schleusen
- Tiergartenschleuse, in Oranienburg
- Schleuse Hohenbruch, in Hohenbruch, Kremmen
- Schleuse Altfriesack, in Altfriesack, Fehrbellin
- Schleuse Alt Ruppin, in Alt Ruppin, Neuruppin